# DSP-Quattro
DSP-Quattro és una estació digital d'àudio que grava i edita d'àudio, pot albergar eines afegides (plugins) i masteritzar Audio-CD. És de programari de Macintosh que opera en Binari Universal i pot usar-se en PowerPC o en Intel Macs. Pot carregar arxius d'àudio, importar arxius MP3, etc. Els arxius sonors es poden modificar de moltes maneres: tallant, copiant i enganxant, afegint dinàmiques i etiquetes de color als sons. L'ús del programa permet fer enregistraments amateurs o professionals en viu. Obtenint àudio del micròfon del Mac o des d'una interfície d'àudio més avançada connectada al Mac d'Apple. El seu motor intern avançat d'emmagatzematge en memòria permet triple buffer d'àudio, arreglant fallides d'àudio. Admet una gran sèrie de còdecs d'àudio però no té suport per DDP.